# Митрополит београдски Михаило
Михаило Јовановић (световно име Милоје Јовановић; Сокобања, 19. август 1826 — Београд, 5/17. фебруар 1898) је био митрополит београдски 1859—1881. и 1889—1898. године.
Био је и први председник Црвеног крста Србије.

## Биографија
Рођен је као Милоје 19. августа 1826. године у Сокобањи, од родитеља Милована и Марије. Основну школу учио је у родном месту, а гимназију у Зајечару (1838/39) и Неготину (1839/40). Богословију је учио у Београду. У Неготину је био питомац епископа Доситеја (Новаковића), а у Београду митрополита Петра (Јовановића). „Чињеница да је на себе привукао пажњу митрополита Петра Јовановића, који га је био наменио себи за наследника, упућује на то да је млади Милоје морао имати изванредне способности." Са још петорицом кандидата митрополит Петар упутио је младога Милоја на школовање у Кијевску духовну академију 1846. године. У току школовања Милоје прима монашки чин, с благословом митрополита Петра, 29. марта 1853. у Кијевско-печерској лаври и добија монашко име Михаило. Митрополит кијевски Филарет рукоположио га је у чин јерођакона 12. априла, а за јеромонаха 16. истога месеца. Духовну академију завршио је јула 1853. године добивши научни степен магистра богословља.
Млади јеромонах Михаило вратио се у Београд 1854, након седмогодишњег студирања у Кијеву, и ставио на располагање своме митрополиту, који га је поставио за професора Семинарије у Београду. На овом положају задржао се врло кратко. Почетком октобра 1854. изабран је за епископа шабачког, а 11. октобра произведен за архимандрита студеничког. Хиротонисан је за епископа у београдској Саборној цркви 14. октобра, а већ 19. октобра устоличен је у Шапцу.
Епископ Михаило управљао је Шабачком епархијом близу пет година. У Шапцу је Михаило почео свој плодни и разноврсни национални рад, који га је временом учинио најистакнутијом личношћу савременога му српства и, свакако, једном од најистакнутијих српских политичких личности друге половине XIX века.

## Митрополит слободне Србије
После изнуђене оставке митрополита Петра, у Крагујевцу је 25. јула 1859. године изабран за митрополита епископ шабачки Михаило. „Митрополит Михаило је управљао црквом у Србији за време владе четири Обреновића: Милоша, Михаила, Милана и Александра. Он је, по династичком уверењу, био Обреновићевац, али је са владарима ове династије (осим Александром) имао великих незгода и тешко са њима излазио на крај“.
Приликом доласка митрополита Михаила на чело цркве у Србији, затекао је четири епархије (београдска, ужичка, шабачка и тимочка). Већ приликом избора његовог наследника, епископа шабачког, дошло је до неслагања између њега и кнеза Михаила који није хтео потврдити избор Василија, те се морало приступити новом избору. С друге стране, митрополит Михаило је „био веома незадовољан са Законом о црквеним властима од 1862. године“. Митрополит ће и касније морати да брани Цркву од насртаја појединих министара који јој нису били наклоњени, а нарочито Стојан Новаковић.
Припајањем Нишког, Пиротског и Врањског округа Србији повећала се и територија Цркве у Србији, а из егзархијске више јерархије примљен је у састав Српске цркве, 1. фебруара 1879, митрополит нишки Виктор, који је остао веран митрополиту Михаилу до смрти.
Исте године се догодио један крупан догађај. Актом Васељенске патријаршије од 20. октобра 1879. Српска црква у Србији добила је аутокефалност која се односила и на епархије у новоосвојеним крајевима.
Посебну пажњу митрополит Михаило је посветио богословији и образовању свештенства уопште. У том циљу је и написао књигу Догматични богословија, а потом је почео да „саставља уџбеничку литературу: написао је Црквено богословље (1860) и Херменевтику (тумачење Св. Писма), а прегледао је и основно кориговао или прерадио и дао благослов за: Догматику, Морално богословље, Омилититику, све израђено према најбољим уџбеницима руских духовних семинарија“.
На предлог митрополита Михаила отворено је друго одељење богословије 1873. године под називом Страначка богословија. „Задатак је овој школи био да спрема одушевљене учитеље и свештенике као националне раднике, који су у ратовима за ослобођење 1876—1878. учествовали, и много допринели ослобођењу једнога дела српства, а они остали са неослобођеном браћом, да их просвећују, дижу дух и јачају наду на коначно ослобођење."
Поред својих многих црквених послова, митрополит Михаило је стигао да се бави и научним радом који је био разноврстан и обиман. Објавио је 1860. године у Београду књигу проповеди "Пастирска поученија", коју је посветио господару Милошу Обреновићу. Његовом заслугом и трудом појавило се треће издање Србљака у Београду 1861. године, које је у односу на друга два ранија издања имало десет нових служби. Такође је издао службу св. апостолима Кирилу и Методију, а написао је службе св. Стефану Пиперском и Петру Цетињском и поједине чинове који су нашли места у штампаном Дополнитељном требнику. Имајући у виду целокупни књижевни рад митрополита Михаила, Стеван Димитријевић га је сматрао оцем „нове богословске науке и литературе српске“.
За све време управе митрополита Михаила свештенство је у материјалном погледу било у незавидној ситуацији. Сви покушаји да се овај проблем реши остао је без успеха, јер код државних власти није било разумевања и добре воље.
Будући превасходно монах, митрополит Михаило је велику пажњу поклањао монаштву и старао се да његов ниво подигне. Међутим, тешко је било поправити стање монаштва, будући да је став државних органа био непријатељски, а материјално питање манастира и монаштва нерешено.
Као русофил, митрополит Михаило сметао је Бечу, краљу Милану и напредњацима. Беч је био добро упознат са акцијом митрополита Михаила у Босни, коју је спроводио преко српских свештеника у Босни, а уз материјалну помоћ руских словенских комитета. Зато је дошло 1881. године до отвореног сукоба између митрополита Михаила и напредњака. Аустрофилски настројен, кнез Милан је решио да уклони митрополита Михаила. „Још у лето 1881. збацивање митрополитово било је свршена ствар; тражио се само згодан повод“. Као повод послужио је Закон о црквеним таксама који је ступио на снагу 1. јуна 1881, који је донет без знања и пристанка Светог архијерејског сабора, те је дошло до борбе између владе и митрополита. Указом кнеза Милана од 18. октобра 1881. митрополит Михаило је уклоњен са свога положаја. „Без пензије, без издржавања, без икакве потпоре, после времена од двадесет и пет година часне службе, често у тешким приликама, кроз које је пролазио живот Србије, удаљен је са својега високог положаја митрополит Михаило, први поглавар аутокефалне Српске цркве“.
После збацивања митрополит Михаило се настанио у својој приватној кући у Београду. Међутим, власти га ни овде нису остављале на миру и морао је 1883. напустити Србију. После боравка у Цариграду, Јерусалиму, Рушчуку и Букурешту, митрополит Михаило је у другој половини 1883. дошао у Кијев, где је учествовао у прослави педесетогодишњице Кијевског универзитета. Странствовање митрополита Михаила трајало је све до 23. фебруара 1889, када је абдицирао краљ Милан. И тада се, али без успеха, против повратка митрополита Михаила успротивио аустроугарски посланик у Београду Хенгелмилер. Враћањем митрополита Михаила указом Краљевског намесништва од 18. маја 1889, а такође и прогнаног епископа Јеронима, решено је црквено питање у Србији.
Положај митрополита Михаила ни после повратка на своју катедру није био лак. Био је присиљен да се и даље бори са потешкоћама разне природе. Тако је, на пример, влада покренула питање склапања Конкордата између Србије и Ватикана. Међутим, за време његовог живота није дошло до склапања Конкордата.
Као поглавар Цркве у Србији, митрополит Михаило бавио се и националним радом. Посебно је радио на ослобођењу Срба који су живели под Турцима у Јужној и Старој Србији и у Босни и Херцеговини (до 1878).
Митрополит Михаило истакао се „својом акцијом и на хуманом, социјалном, књижевном пољу, те је одликован и од разних страних друштава. Тако је 1862. био изабран за председника Друштва за ослобођење афричких робова, 1866. за члана Алтајске мисије; 1869. постао је почасни члан Петроградског, а 1871. Московског универзитета, 1876. изабран је за почасног члана друштва Братства христољубивих у Атини, 1871. за почасног члана друштва Црвеног крста у Брислу итд. Постао је 13. јануара 1857. године почасни члан Друштва српске словесности.
Митрополит Михаило је као човек био добар, добар као данак у години, благ, скроман, смеран, искрен, дарежљиве руке, на помоћи свакоме, где је и како могао. А као јерарх он је правило вјери и образ кротости, строг и праведан старешина, церемонијар у служењу, златоуст у беседама. Благост и доброта му се огледала и на спољашњости. Велико човекољубље и доброчинство исказао је и према свом родном месту и завичају. Његова задужбина из 1894. године - зграда Основне школе у центру сокобањске варошице и данас, преко стотину година, служи образовању и васпитању младих нараштаја.
Умро је 5. фебруара 1898. и сахрањен у београдској Саборној цркви.